# Système d'information géographique
Pour les articles homonymes, voir SIG et GIS.

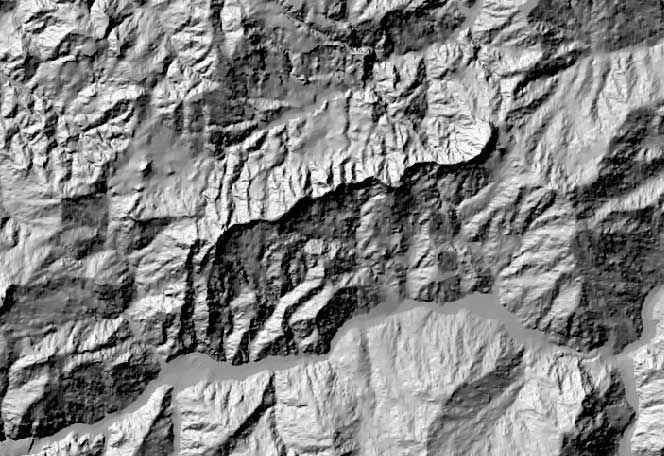
Modélisation en fausse 3D avec ombrage (dérivée d'une base de données topographique)
(Valestra, près de Carpineti, dans le nord des Apennins, Italie).

Un système d'information géographique ou SIG (en anglais, geographic information system ou GIS) est un système d'information conçu pour recueillir, stocker, traiter, analyser, gérer et présenter tous les types de données spatiales et géographiques. 
L’acronyme SIG est parfois utilisé pour définir les « sciences de l’information géographique » ou « études sur l’information géospatiale ». Cela se réfère aux carrières ou aux métiers qui impliquent l'usage de systèmes d’information géographique et, dans une plus large mesure, qui concernent les disciplines de la géo-informatique (ou géomatique). 
Ce que l’on peut observer au-delà du simple concept de SIG a trait aux données de l’infrastructure spatiale.
Dans un sens plus général, le terme de SIG décrit un système d’information qui intègre, stocke, analyse et affiche l’information géographique. Les applications liées aux SIG sont des outils qui permettent aux utilisateurs de créer des requêtes interactives, d’analyser l’information spatiale, de modifier et d’éditer des données par l'entremise de cartes et d’y répondre cartographiquement. La science de l’information géographique est la science qui sous-tend les applications, les concepts et les systèmes géographiques.
Le SIG est un terme général qui se réfère à un certain nombre de technologies, de processus et de méthodes. Celles-ci sont étroitement liées à l’aménagement du territoire, la gestion des infrastructures et réseaux, la gestion et protection de l'environnement, le transport et la logistique, l’assurance, les télécommunications, l’ingénierie, la planification, l’éducation et la recherche, etc. C’est pour cette raison que les SIG sont à l’origine de nombreux services de géolocalisation basés sur l’analyse des données et leur visualisation.
Les SIG permettent également une mise en relation de données qui peuvent, sur le papier, sembler très éloignées. Quelle que soit la façon d’identifier et de représenter les objets et événements qui illustrent notre environnement (coordonnées, latitude & longitude, adresse, altitude, temps, médias sociaux, etc.), les SIG permettent de réunir toutes ces dimensions autour d’un même référentiel, véritable colonne vertébrale du système d’information.
Cette caractéristique clé du SIG permet d’imaginer de nouvelles applications et de nouveaux débouchés en matière de recherche scientifique.

## Historique

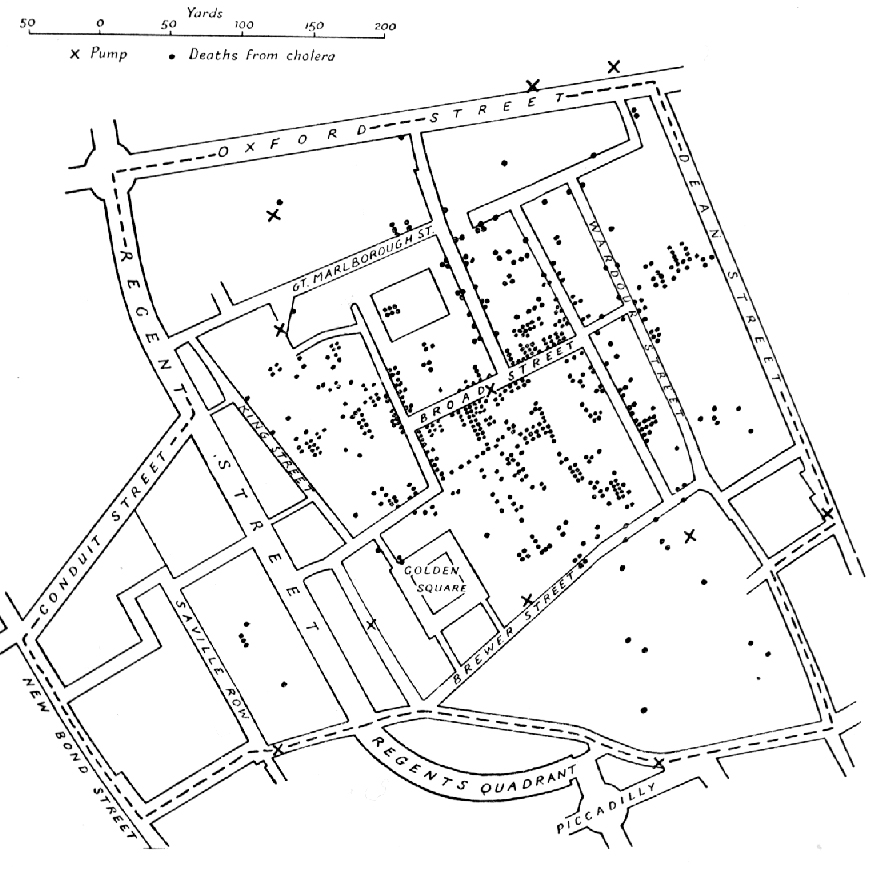
Exemple d'information géographique d'intérêt sanitaire et épidémiologique
Version d'E. W. Gilbert's (1958) de la carte faite par John Snow en 1855 pour décrire l'épidémie de choléra de 1854 à Soho (Londres).

La première utilisation du terme « Système d’Information Géographique » a émergé grâce à Roger Tomlinson en 1968 dans son essai : « Un système d’information géographique pour l’aménagement du territoire ». Roger Tomlinson est connu comme le père du Système d’Information Géographique.
Auparavant, l’une des premières applications connues de l’analyse spatiale concernait le domaine de l’épidémiologie, en 1832, avec la publication du « Rapport sur la marche et les effets du choléra dans Paris et le département de la Seine », rédigé par le géographe français Charles Picquet. Ce dernier a représenté les 48 districts de la ville de Paris. Il a utilisé un système de coloris dégradé en fonction du pourcentage de décès par le choléra pour 1 000 habitants. Par la suite, en 1854, John Snow a dépeint une épidémie de choléra à Londres en utilisant des points pour représenter les emplacements de certains cas individuels. Cela était l’une des premières réussites de l’utilisation d’un système d’information géographique. Bien que les éléments basiques de topographie aient existé avant la cartographie, la carte dépeinte par John Snow était unique, utilisant des méthodes novatrices de cartographie, non seulement pour décrire une situation, mais surtout pour analyser des groupes de phénomènes géolocalisés et inter-dépendants.
Le début du XXe siècle voit le développement de la « Photozincographie », qui permet la séparation de certaines cartes en couches (par exemple : une couche pour la végétation et une pour l’eau). Cette technique a été particulièrement utilisée pour les contours des dessins. C’était un dur labeur pour les dessinateurs de l’époque, mais le fait d’avoir des couches indépendantes permettait de travailler de manière plus efficace.
Ce travail a d’abord été réalisé sur des plaques de verre, puis plus tard, un film plastique a été introduit dans le processus avec l’avantage d’être plus léger, d'utiliser moins d’espace de stockage et d’être moins fragile. Lorsque toutes les couches étaient terminées, elles étaient combinées en une seule image. Au fil du temps, quand l’impression couleur est apparue, l’idée de créer et de travailler chacune des plaques de couleur séparément s'est avérée pertinente.
Bien que l’utilisation des couches soit devenue par la suite l’une des caractéristiques fortes du SIG contemporain, le procédé photographique qui vient d’être décrit n’est pas à considérer comme un SIG à proprement parler, car les cartes étaient juste des images superposées sans aucune donnée commune qui permettait de les lier.
À partir du milieu du XXe siècle, le développement du matériel informatique, stimulé par la recherche de l’arme nucléaire, a conduit à développer des applications cartographiques sur ordinateur.
Le premier SIG opérationnel dans le monde a émergé des travaux précurseur de Roger Tomlinson au début des années 1960. Il a développé une approche numérique capable de surmonter les limites des méthodes traditionnelles de cartographie manuelles et coûteuses. Cette approche, qui permet de combiner de grandes quantités d'informations spatiales, est présentée aux développeurs de l'Inventaire des terres du Canada et mène à l'embauche de Tomlinson par le gouvernement fédéral, ce qui marque le début des travaux pour concevoir le Système d'information géographique du Canada (SIGC). Ce système a permis de stocker, analyser et manipuler les données recueillies pour l’inventaire des terres du Canada afin d'obtenir des informations sur les sols, l’agriculture, la faune, la flore, et la sylviculture. Un facteur de classification a également été ajouté à ce premier SIG pour permettre une analyse plus approfondie.
Le SIG canadien était une avancée réelle par rapport à la simple cartographie par ordinateur proposée auparavant. Le SIG canadien apportait des améliorations quant aux moyens fournis comme la superposition, ou les mesures numériques. Cela a permis de lancer un réel système de coordonnées géographiques national intégrant un système de topographie, un stockage de l’information de localisation dans des fichiers séparés. À la suite de cela, Roger Tomlison est devenu le véritable « père du SIG », en particulier pour son utilisation dans la promotion de l’analyse spatiale et des données croisées géographiques.
Le SIG canadien a été une base de travail fondamentale jusque dans les années 1990, et a été à l’origine de la réalisation d’une très large base de données géographique du Canada. Il a été développé comme un système accessible à toutes les entités administratives du pays pour la planification et la gestion des ressources fédérales et provinciales. Sa grande force a été l’analyse de données géographiques et topologiques complexes, propre au relief canadien. Le SIG canadien n’a jamais été disponible pour le grand public.
En 1964, Howard T. Fisher, formé au LCGSA (Laboratory for Computer Graphics and Spatial Analysis – Université d'Harvard) a théorisé un grand nombre de concepts sur la manipulation de données géolocalisées, concepts ensuite appliqués dans les années 1970. Ses travaux ont permis de faire émerger les systèmes tels que SYMAP, GRID, et ODYSSEY, qui ont été utilisés par la suite dans le développement commercial des universités, des centres de recherche et des entreprises à travers le monde.
En France, dans les années 1975, la ville de Marseille a été la première collectivité a se doter d'un système d'information géographique, conçu par la société ICOREM (Informatique communale région méditerranée), filiale de la Caisse des Dépôts. Cette société s'est également chargée de constituer une base de données géographique des 23 000 ha de la commune et, en même temps, a  développé l'application CARINE (Cartographie informatisée de l'espace). La base de données est constituée de multiples strates : topographie au 1/1000, cadastre, POS, réseaux et données alphanumériques. Cette base de données est maintenue à jour et encore utilisée en 2020 par les services de la communauté urbaine de Marseille. La société ICOREM, pionnière en France dans ce domaine, a joué un rôle de conseil et de mise en œuvre de SIG : Ville d'Antibes, Juan les pins, Toulouse, Communauté urbaine de Lyon, Département de Vaucluse. À l'étranger : Palma de Majorque, Valencia, Caracas, Quito, Guatemala City, Ryad.
L'accès aux données par les différents utilisateurs a considérablement évolué au fur et à mesure des évolutions de l'informatique.
Au début des années 1980, M&S Computing (qui deviendra plus tard Intergraph) avec Bentley Systems Incorporated pour la plateforme CAD, Environnemental Systems Research Institute (ESRI), CARIS (Computer Aided Resource Information System), MapInfo Corporation et ERDAS (Earth Resource Data Analysis System), deviennent des logiciels commerciaux, intégrant un nombre important de fonctionnalités, combinant la première approche de la « séparation spatiale », avec la deuxième approche consistant à l’organisation d’attribut dans les structures de base de données.
En parallèle, on observe le développement de deux systèmes publics (MOSS et GRASS GIS) entre la fin des années 1970 et le début des années 1980.
En 1986, le système MIDAS (Mapping Display and Analysis System), le premier logiciel SIG pour ordinateur personnel a été développé sous DOS. MIDAS a été rebaptisé MapInfo au début des années 1990 lors de son portage sous Windows. C’est à partir de ce moment-là que le du SIG passe du monde de la recherche pour devenir une industrie à part entière.
Les SIG ont émergé dans la recherche géographique française à la fin des années 1980, mais leur place était alors encore marginale.
À la fin du XXe siècle, la croissance exponentielle des différents systèmes d’information a permis au SIG de se démocratiser et de devenir accessible à tous les utilisateurs disposant d’un ordinateur et d’un accès à Internet. Plus récemment, l’avènement de solutions open source fonctionnant sous différents systèmes d’exploitation a permis de voir émerger un nombre croissant de solutions. De plus en plus de données localisées et d’applications de cartographie sont désormais disponibles sur le Web. Les logiciels gratuits et de qualité sont désormais nombreux.
Dans les années 2010, alors que l'intelligence géospatiale ne cesse de prendre de l'importance, les logiciels de SIG ne contiennent eux-mêmes pas ou peu d'intelligence artificielle (IA), mais s'interfacent de plus en plus avec des objets intelligents ou des systèmes d'IA. La « Géo IA forte » n'existe pas encore, mais l'IA semble déjà pouvoir révolutionner certains aspects de l'information géographique, grâce à des analyses, interprétations et prédictions spatiales plus fines, en permettant de créer des jumeaux numériques et d'améliorer l'aide à la décision, notamment dans le domaine de la gestion des risques, de la santé, de la santé environnementale, de l'urbanisme, de l'agriculture, de l'industrie et de la gestion de l'eau. Ses applications possibles ou effectives concernent la simulation de l'évolution de l'occupation des sols et de la végétation, la prédiction de catastrophes naturelles, l'évaluation des effets de la montée des océans, du réchauffement climatique, de la fragmentation écopaysagère et du risque de retrait-gonflement des argiles ou d'autres mouvements de terrain, ainsi que la prévention ou gestion d'accidents industriels. L'IA permet aussi de meilleures prédictions en écologie, agriculture, géologie ou prospection minière, et une meilleure estimation des paramètres environnementaux comme l'humidité et la rugosité du sol. Elle peut prédire le potentiel géographique local en énergie solaire. Un des avantages majeurs de l'IA dans les SIG est sa capacité à traiter le big data et des données incomplètes ou hétérogènes, ou de travailler sur de la donnée synthétique ou des jumeaux numériques. Elle permet aussi de travailler à rebours, par exemple sur les paléoenvironnements. En 2022, l'Institut national de l'information géographique et forestière souhaite développer son usage de l’IA pour produire des « cartes de l’anthropocène » mises à jour tous les trois ans, incluant une cartographie des « changements climatiques rapides »,.

## Quelques concepts

### Les composants du SIG
Un système d'information géographique est constitué de cinq composantes majeures.

#### Les logiciels
Ils assurent les six fonctions suivantes (parfois regroupées sous le terme des « 6A ») :
- saisie des informations géographiques sous forme numérique (Acquisition)
- gestion de base de données (Archivage)
- manipulation et interrogation des données géographiques (Analyse)
- mise en forme et visualisation (Affichage)
- représentation du monde réel (Abstraction)
- la prospective (Anticipation).

Une liste des logiciels SIG, libres et propriétaires, est disponible.

#### Les données

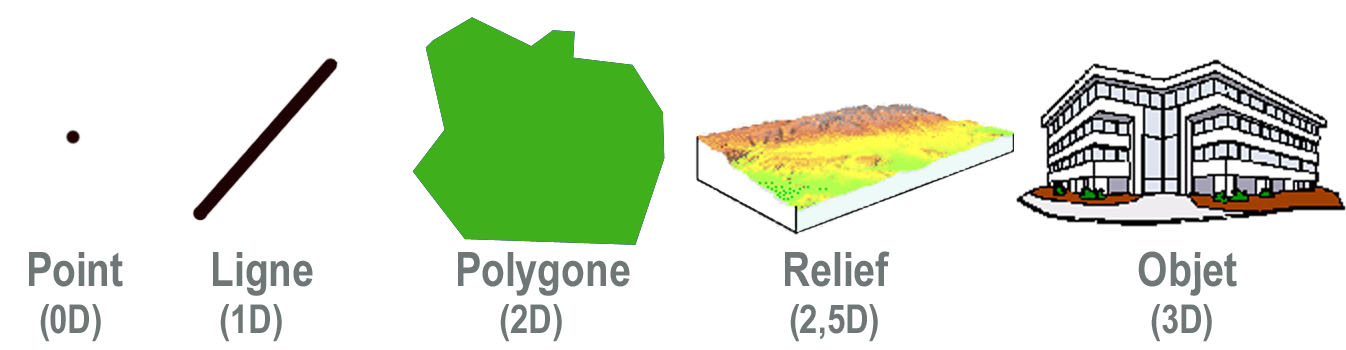
Taille/dimension de la représentation de la donnée

Les données géographiques sont importées à partir de fichiers ou saisies par un opérateur. Une donnée est dite « géographique » lorsqu'elle fait référence à un ou plusieurs objets localisés à la surface de la Terre. Ses coordonnées sont définies par un système géodésique (ou système de référence spatiale). Voir le paragraphe suivant.

#### Les matériels informatiques
Le traitement des données se fait à l'aide des logiciels sur un ordinateur de bureau ou sur un ordinateur durci directement sur le terrain. L'ordinateur de terrain avec GPS et laser télémètre permet la cartographie et la collecte des données. La construction de la carte en temps réel et la visualisation de la carte sur le terrain augmente la productivité et la qualité du résultat.
La tendance depuis les années 2000 est à une cartographie précise et interactive, où l'analyse des données se fait de plus en plus in situ, sur le terrain, de même que la validation.
Des systèmes client-serveur en intranet, extranet voire via Internet facilitent ensuite, et de plus en plus, la diffusion des résultats.

#### Les savoir-faire
Un système d'information géographique fait appel à une connaissance technique et à divers savoir-faire, et donc divers métiers, qui peuvent être effectués par une ou plusieurs personnes. Le spécialiste doit mobiliser des compétences en géodésie (connaissance des concepts de système de référence et de système de projection), en analyse des données, des processus et de modélisation (analyse Merise, langage UML par exemple), en traitement statistique, en sémiologie graphique et cartographique, en traitement graphique. Il doit savoir traduire en requêtes informatiques les questions qu'on lui pose. Toutes les compétences techniques se retrouvent dans le métier de géomaticien, compétences auxquelles viennent se greffer des compétences "métiers" thématiques. 

#### Les utilisateurs
Comme tous les utilisateurs de systèmes d'information géographique ne sont pas forcément des spécialistes, un tel système propose une série de boîtes à outils que l’utilisateur assemble pour réaliser son projet. N’importe qui peut, un jour ou l’autre, être amené à utiliser un SIG. Le niveau de compétences requis pour la conduite des opérations les plus basiques (voir géomatique), est généralement celui de technicien supérieur. Mais afin d'assurer une bonne qualité d'interprétation des résultats de l'analyse des données et des opérations avancées, celles-ci sont généralement confiées à un ingénieur disposant d'une bonne connaissance des données manipulées et de la nature des traitements effectués par les logiciels. Enfin, des spécialistes sont parfois amenés à intervenir sur des aspects techniques précis.

## Exemples de bases de données / référentiels
- Corine Land Cover, base de données européenne d'occupation du sol, financée par la communauté européenne.
- Urban Atlas, base de données d'occupation du sol, plus précise que Corine Land Cover.
- Plan cadastral informatisé, maintenu par la DGFiP-direction générale des finances publiques).
- Cartes géologiques au 1/50 000 produites par le BRGM.
- BD CARTO : Cette base de données contient les réseaux routiers et ferrés, les unités administratives, le réseau hydrographique, l'occupation du sol, la toponymie et les équipements.
- BD RHF : Référentiel hydrogéologique français produit par le BRGM.
- BD CARTHAGE : Référentiel des données sur l'eau de surface produit à l'origine par l'IGN pour le compte du Ministère de l'Écologie, administré par chaque agence de l'eau.
- le Référentiel à Grande Echelle (RGE) français, constitué par l'IGN, composé de la BD ADRESSE, BD PARCELLAIRE, BD ORTHO et BD TOPO.
- OpenStreetMap : base de données cartographique Open Source.
- Geosignal (accès par WMS).
- Wheelmap.org: carte interactive des endroits accessibles en fauteuil roulant, partout dans le monde.

## Utilisations

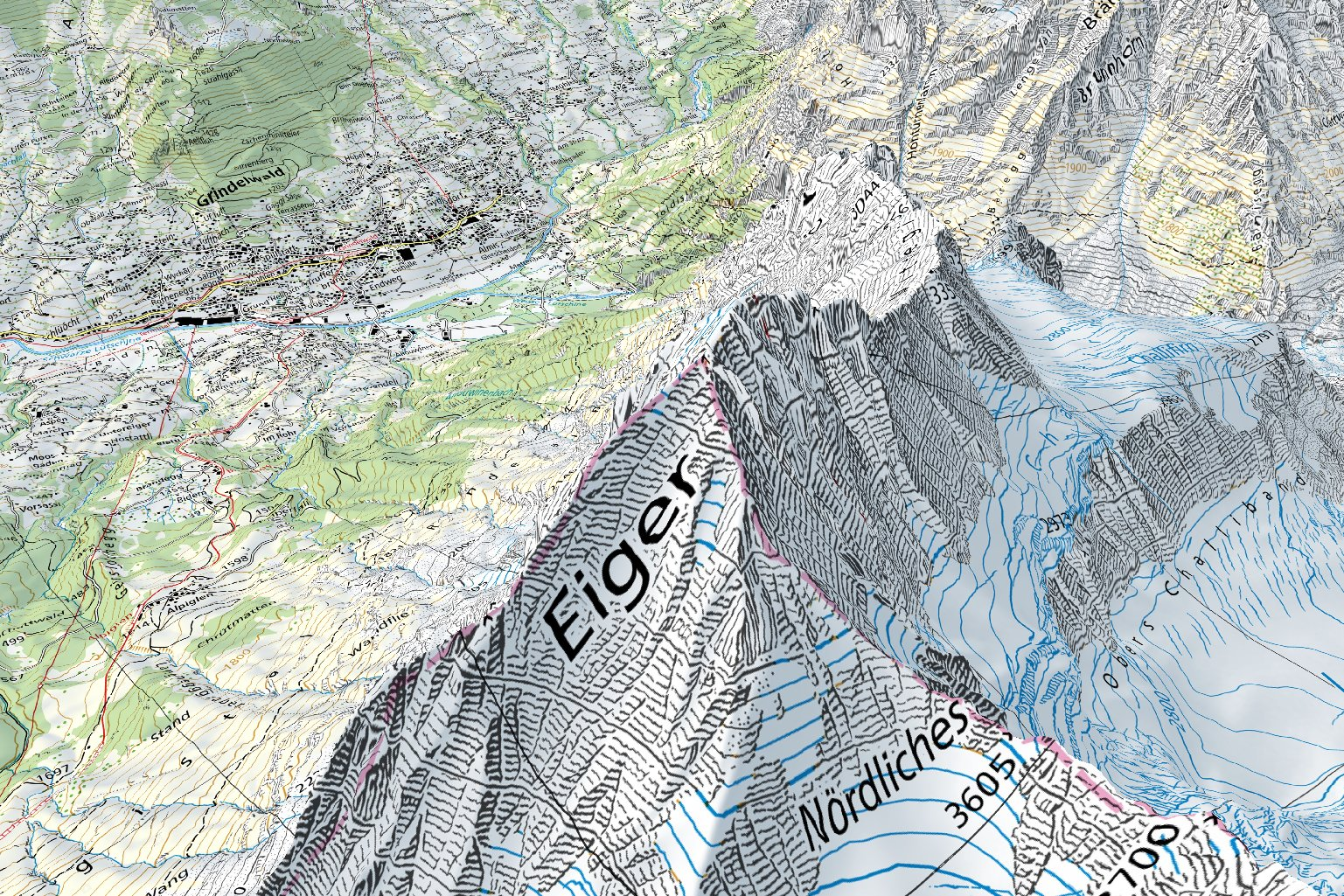
Visualisation d'une carte topographique en 3D sur un portail SIG

Les SIG sont utilisés essentiellement pour :
- l'analyse spatiale ;
- la gestion de données et de bases de données géographiques ;
- l'aide à la décision, notamment pour l'aménagement du territoire ; comme l'Entente interdépartementale pour la démoustication du littoral méditerranéen[20].
- les définitions de zones de chalandise, implantations de points de vente, aides au mediaplanning notamment en affichage, optimisation de la distribution d'ISA (imprimés sans adresses) ;
- la cartographie ;
- la cartographie réglementaire, destinée à représenter et à rendre opposables les droits à construire sur un terrain particulier. En France, elle permet d’élaborer graphiquement les plans locaux d'urbanisme (PLU) et de les éditer sous forme de documents papiers ou informatiques. La cartographie réglementaire doit permettre de faire le lien entre les différents acteurs de l’immobilier en partant des collectivités publiques compétentes en matière d’urbanisme en passant par les professionnels de la construction (promoteurs immobiliers et maîtres d’œuvre) sans oublier le public non professionnel ;
- l'information géographique bénévole.

## Perspectives
Le monde des systèmes d'information géographique est en pleine évolution depuis les années 1970. Leur utilisation ne cesse de s'accroître tout comme le nombre de personnes qu'il emploie.
Même s'il manque encore une composante temporelle au SIG ; le « temps », encore difficile à gérer et représenter dynamiquement, les applications SIG / SIRS se développent et s'améliorent rapidement.
Une notion qui est en cours d'évolution dans les SIG est la 3D. L'altitude est prise en compte depuis longtemps, avec les MNT (Modèles Numériques de Terrain) et TIN (Triangular Irregular Network). Certains logiciels SIG 3D existent déjà, c'est le cas de SpaceEyes3D ou encore de Virtual Terrain Project (logiciel libre).
Les SIG tendent à une meilleure interopérabilité et accessibilité via le Web avec :
- Serveurs cartographiques,
- SIRS partagés sur le Web.
- des outils SIG/SIRS nomades qui apparaissent grâce au PDA et tablette PC dans le monde de l'agriculture de précision[21] ou de la sylviculture et de l'écosociocertification forestière.
- une meilleure interopérabilité. Par exemple, l'Union européenne, avec la directive INSPIRE aide à harmoniser les informations géographiques entre les États membres, notamment par l'emploi de métadonnées.

Ceci devrait permettre des utilisations interdisciplinaires améliorées, par exemple dans le domaine santé-environnement et écoépidémiologie, ou du développement durable ou de la prospective.

### Sources
- Rapport sur la marche et les effets du choléra dans Paris et le département de la Seine. Année 1832.
- GEO-NET Les apprentis géomaticiens de Nice
- SIG & URBA
- GEO212
- SpaceEyes 3D
- Virtual Terrain Project